# حمليص
قرية حمليص هي إحدى القرى التابعة لمركز برج العرب في محافظة الإسكندرية في جمهورية مصر العربية. حسب إحصاءات سنة 2018، بلغ إجمالي السكان في حمليص 1,560 نسمة، منهم 859 رجل و 701 امرأة.